# Tiro ai Giochi della XXVIII Olimpiade - Pistola 10 metri aria compressa femminile
La gara di pistola 10 metri aria compressa femminile ai Giochi della XXVIII Olimpiade si svolse il 15 agosto 2004 al Markopoulo Olympic Shooting Centre di Markopoulo Mesogaias, vicino ad Atene. Presero parte 41 tiratrici da 30 nazioni.

## Qualificazioni
| Pos. | Atleta                | Nazione             | 1  | 2  | 3  | 4  | Totale | Note |
| ---- | --------------------- | ------------------- | -- | -- | -- | -- | ------ | ---- |
| 1    | Jasna Šekarić         | Serbia e Montenegro | 96 | 97 | 96 | 98 | 387    | Q    |
| 2    | İradə Aşumova         | Azerbaigian         | 97 | 94 | 97 | 98 | 386    | Q    |
| 3    | Natal'ja Paderina     | Russia              | 96 | 97 | 96 | 97 | 386    | Q    |
| 4    | Marija Grozdeva       | Bulgaria            | 96 | 97 | 96 | 97 | 386    | Q    |
| 5    | Munkhbayar Dorjsuren  | Germania            | 96 | 98 | 94 | 97 | 385    | Q    |
| 6    | Ren Jie               | Cina                | 95 | 96 | 96 | 97 | 384    | Q    |
| 7    | Cornelia Frölich      | Svizzera            | 95 | 97 | 96 | 96 | 384    | Q    |
| 8    | Olena Kostevyč        | Ucraina             | 96 | 96 | 96 | 96 | 384    | Q    |
| 9    | Ol'ga Kuznecova       | Russia              | 97 | 96 | 96 | 94 | 383    |      |
| 10   | Ahn Soo-kyeong        | Corea del Sud       | 98 | 93 | 94 | 97 | 382    |      |
| 10   | Julija Alipava        | Bielorussia         | 96 | 97 | 94 | 95 | 382    |      |
| 10   | Yoko Inada            | Giappone            | 93 | 95 | 98 | 96 | 382    |      |
| 10   | Julija Korostyl'ova   | Ucraina             | 99 | 92 | 97 | 94 | 382    |      |
| 10   | Nino Salukvadze       | Georgia             | 96 | 96 | 98 | 92 | 382    |      |
| 15   | Mirela Skoko-Ćelić    | Croazia             | 95 | 97 | 94 | 95 | 381    |      |
| 16   | Viktoryja Čajka       | Bielorussia         | 96 | 92 | 97 | 95 | 380    |      |
| 16   | Otrjadyn Gündėgmaa    | Mongolia            | 93 | 96 | 96 | 95 | 380    |      |
| 16   | Lenka Hyková          | Rep. Ceca           | 94 | 97 | 94 | 95 | 380    |      |
| 16   | Rebecca Snyder        | Stati Uniti         | 96 | 94 | 94 | 96 | 380    |      |
| 16   | Claudia Verdicchio    | Germania            | 92 | 95 | 98 | 95 | 380    |      |
| 21   | Lalita Yauhleuskaya   | Australia           | 92 | 97 | 94 | 96 | 379    |      |
| 21   | Dorottya Erdős        | Ungheria            | 95 | 95 | 94 | 95 | 379    |      |
| 21   | Susanne Meyerhoff     | Danimarca           | 94 | 97 | 93 | 95 | 379    |      |
| 21   | Park Ah-young         | Corea del Sud       | 93 | 96 | 98 | 92 | 379    |      |
| 25   | Michiko Fukushima     | Giappone            | 92 | 97 | 95 | 94 | 378    |      |
| 26   | Zsófia Csonka         | Ungheria            | 96 | 91 | 96 | 94 | 377    |      |
| 26   | Marina Karaflou       | Grecia              | 94 | 95 | 93 | 95 | 377    |      |
| 28   | Nasim Hassanpour      | Iran                | 94 | 94 | 94 | 94 | 376    |      |
| 28   | Linda Ryan            | Australia           | 94 | 97 | 91 | 94 | 376    |      |
| 30   | Elizabeth Callahan    | Stati Uniti         | 89 | 98 | 95 | 92 | 374    |      |
| 30   | María Pilar Fernández | Spagna              | 94 | 94 | 93 | 93 | 374    |      |
| 30   | Brigitte Roy          | Francia             | 95 | 91 | 94 | 94 | 374    |      |
| 33   | Galina Beljaeva       | Kazakistan          | 96 | 91 | 93 | 93 | 373    |      |
| 34   | Lo Ka Kay             | Hong Kong           | 92 | 95 | 94 | 90 | 371    |      |
| 35   | Grettel Barboza       | Costa Rica          | 94 | 94 | 91 | 89 | 368    |      |
| 35   | Amanda Mondol         | Colombia            | 91 | 93 | 93 | 91 | 368    |      |
| 35   | Margarita Tarradell   | Cuba                | 91 | 94 | 92 | 91 | 368    |      |
| 38   | Monika Rieder         | Svizzera            | 91 | 92 | 91 | 92 | 366    |      |
| 38   | Tao Luna              | Cina                | 94 | 93 | 89 | 90 | 366    |      |
| 40   | Carmen Malo           | Ecuador             | 92 | 91 | 91 | 91 | 365    |      |
| 41   | Francis Gorrin        | Venezuela           | 91 | 90 | 89 | 88 | 358    |      |

## Finale
| Pos. | Atleta               | Nazione             | Qualif. | 1    | 2    | 3    | 4    | 5    | 6    | 7    | 8    | 9    | 10   | Finale | Totale | Shoot-off 5º posto | Shoot-off bronzo | Shoot-off oro |
| ---- | -------------------- | ------------------- | ------- | ---- | ---- | ---- | ---- | ---- | ---- | ---- | ---- | ---- | ---- | ------ | ------ | ------------------ | ---------------- | ------------- |
|      | Olena Kostevyč       | Ucraina             | 384     | 10.6 | 9.9  | 10.2 | 9.5  | 10.0 | 9.4  | 9.4  | 10.4 | 10.0 | 9.9  | 99.3   | 483.3  |                    |                  | 10.2          |
|      | Jasna Šekarić        | Serbia e Montenegro | 387     | 10.3 | 8.6  | 9.1  | 8.7  | 8.9  | 10.1 | 9.8  | 10.1 | 10.6 | 10.1 | 96.3   | 483.3  |                    |                  | 9.4           |
|      | Marija Grozdeva      | Bulgaria            | 386     | 9.5  | 8.2  | 9.9  | 9.8  | 9.8  | 10.1 | 9.3  | 9.7  | 9.1  | 10.9 | 96.3   | 482.3  |                    | 10.4             |               |
| 4    | Ren Jie              | Cina                | 384     | 8.9  | 8.2  | 10.7 | 10.7 | 10.4 | 10.4 | 10.5 | 9.0  | 9.4  | 10.1 | 98.3   | 482.3  |                    | 9.7              |               |
| 5    | Natal'ja Paderina    | Russia              | 386     | 9.1  | 9.5  | 10.1 | 9.5  | 10.6 | 10.1 | 9.2  | 8.1  | 10.0 | 9.7  | 95.9   | 481.9  | 10.0               |                  |               |
| 6    | Munkhbayar Dorjsuren | Germania            | 385     | 10.1 | 10.6 | 9.7  | 9.5  | 9.0  | 10.1 | 9.7  | 9.3  | 9.5  | 9.4  | 96.9   | 481.9  | 9.3                |                  |               |
| 7    | Cornelia Frölich     | Svizzera            | 384     | 10.3 | 9.7  | 9.5  | 9.6  | 10.0 | 10.0 | 10.4 | 8.6  | 9.6  | 9.8  | 97.5   | 481.5  |                    |                  |               |
| 8    | İradə Aşumova        | Azerbaigian         | 386     | 10.4 | 9.4  | 10.2 | 10.2 | 10.5 | 8.5  | 8.3  | 9.9  | 9.6  | 8.4  | 95.4   | 481.4  |                    |                  |               |